# Contribuția poloneză la înfrângerea Germaniei Naziste în cel de-al Doilea Război Mondial
Teatrul european de luptă al celui de-al Doilea Război Mondial s-a deschis odată cu invadarea Poloniei de către forțele armate ale Germaniei Naziste în septembrie 1939. Uniunea Sovietică a dat lovitura de grație Poloniei, prin ocuparea părții răsăritene a țării, în conformitate cu înțelegerea secretă din Pactul Molotov-Ribbentrop. După înfrângerea forțelor armate poloneze, politicienii aflați în străinătate au reușit să formeze un guvern în exil, forțe armate și un serviciu de informații în afara Poloniei, contribuind în mod hotărâtor la efortul de război Aliat de-a lungul întregului război. Polonia nu a capitulat oficial niciodată și a fost singura țară ocupată care nu a fost condusă de un guvern marionetă, care să fi colaborat cu regimul nazist. În schimb, populația țării și polonezii din exil au asigurat un sprijin important Aliaților de-a lungul întregului război, printre contribuțiile cele mai valoroase aflându-se spargerea codului mașinii de cifrat Enigma de către criptograful Marian Rejewski, participarea piloților polonezi la luptele aeriene din timpul Bătăliei aeriene a Angliei și participarea la obținerea foarte greu plătite victorii împotriva forțelor germane de la Monte Cassino. 

## Invadarea Poloniei (1939)
Invadarea Poloniei a fost evenimentul care a declanșat al doilea război mondial în Europa. Invazia a început pe 1 septembrie cu atacul forțelor armate ale Germaniei Naziste, ale micului aliat german Slovacia și, din 17 septembrie, ale Uniunii Sovietice. Aliații Poloniei, care au declarat război Germaniei pe 3 septembrie în conformitate cu tratatele semnate în perioada interbelică, au fost Franța și Regatul Unit. Campania împotriva Poloniei a început pe 1 septembrie 1939, la o săptămână de la semnarea Pactului Molotov-Ribbentrop, și s-a încheiat pe 6 octombrie același an, Germania și URSS-ul ocupând în întregime țara. 
Pierderile de personal relativ ridicate (16.000 de soldați uciși în luptă), dar mai ales pierderea a aproximativ 30% din numărul vehiculelor blindate au fost motivele principale care au dus la amânarea atacului imediat împotriva Aliaților occidentali.

## Rezistența clandestină poloneză
Principala forță de rezistență în Polonia ocupată de naziști a fost Armia Krajowa ("Armata Teritorială"), cu efective de 200.000-300.000 de soldați și numeroși simpatizanți. Armia Krajowa și-a coordonat operațiunile cu Guvernul polonez din exil și a fost autoarea a numeroase sabotaje, acțiuni de diversiune și de strângere de informații. Arhivat în 16 mai 2006, la Wayback Machine. Acțiunile sale de luptă au fost mai reduse până în 1943[nefuncțională]
, timp în care armata a evitat luptele fără sorți de izbândă, încercând să-și păstreze forțele pentru conflictele din care ar fi putut ieși câștigătoare. Prilejuri pentru acțiuni de amploare s-au ivit în momentul în care mașina de război nazistă a început să se destrame ca urmare a succeselor Armatei Roșii de pe frontul de răsărit. Armia Krajowa a inițiat o insurecție națională (Operațiunea Furtuna) împotriva forțelor germane. Mai înainte de aceasta, Armata Teritorială a declanșat mii de raiduri, operațiuni de culegere de informații, sabotări ale liniilor de cale ferată, a transporturilor feroviare de materiale militare și a producției militare de război, s-a angajat în nenumărate ciocniri cu poliția germană și cu unitățile mai mici ale armatei de ocupație.. Armata Teritorială a efectuat acțiuni de "răzbunare" prin uciderea ofițerilor Gestapo responsabili pentru teroarea nazistă. După declanșarea Operațiunii Barbarossa – invadarea URSS-ului de către forțele Axei – Armata Teritorială a sprijinit efortul sovietic de război prin sabotarea înaintării germane în teritoriile rusești și prin culegerea de informații cu privire la efectivele și mișcările marilor unități naziste. După 1943, acțiunile directe de luptă ale Armia Krajowa au crescut în mod semnificativ. Pierderile germane produse de partizanii polonezi s-au cifrat la 850 – 1.700 de morți pe lună în 1944, față de 250 – 320 morți pe lună în 1942.
În afară de Armia Krajowa, mai lupta în clandestinitate și așa-numitele Narodowe Siły Zbrojne (Forțe Armate Naționale), organizație șovină, ultranaționalistă și puternic anticomunistă.
 Luptătorii NSZ au participat la numeroase ciocniri cu subunități germane. Începând din 1943, unele unități ale NSZ s-au angajat în lupte și împotriva Gwardia Ludowa, o mișcare comunistă de rezistență. Din 1944, Armata Roșie aflată în plină ofensivă a fost considerată de partizanii Narodowe Siły Zbrojne armată invadatoare și ei s-au angajat în lupte cu forțele sovietice și cu partizanii sprijiniți de sovietici. În ultima parte a războiului, când partizanii sovietici au început să atace partizanii polonezi și pe simpatizanții acestora, toate formațiunile militare clandestine poloneze necomuniste au început să lupte cu sovieticii.
Armia Ludowa, organizație de partizani sprijinită de sovietici, a fost una dintre forțele care nu se supuneau autorității guvernului polonez în exil . În 1944, Armia Ludowa a încorporat o organizație înrudită, Gwardia Ludowa, ajungând la efective de aproximativ 6.000 de luptători.. 
Evreii polonezi și-au organizat propriile mișcări de rezistență: sioniștii de dreapta au format Żydowski Związek Walki (Uniunea Evreiască de Luptă), iar evreii de stânga au format Żydowska Organizacja Bojowa (Organizația Ecreiască Combatantă). Aceste două organizații au cooperat puțin între ele, existând cooperări între Żydowska Organizacja Bojowa și Armia Krajowa, dar și confruntări, în special între Żydowski Związek Walki și Narodowe Siły Zbrojne. 
O altă organizație clandestină poloneză a fost Bataliony Chłopskie, formată în special din țărani, aliată cu Armia Krajowa. Efectivele acestei organizații au ajuns până la 175.000 de membri. 

## Spionajul
De-a lungul unei perioade de șase ani și jumate, din decembrie 1935 până la izbucnirea războiului în 1939, trei matematicieni-criptografi (Marian Rejewski, Henryk Zygalski și Jerzy Różycki) ai Biroului cifrului din Marelui Stat Major al Armatei Poloneze din Varșovia au dezvoltat un număr de tehnici și dispozitive – inclusiv metoda "grătarului", "ceasul" lui Różycki, "ciclometrul" și "catalogul de cartele ale lui Rejewski, " "cartelele perforate" al lui Zygalski și "bomba criptografică" a lui Zygalski, (în limba poloneză: bomba, precursoarea britanice "Bombe," numită după predecesoarea poloneză) — folosită la facilitarea decriptării mesajelor produse de "mașina Enigma". Cu câteva săptămâni mai înainte de izbucnirea celui de-al doilea război mondial, pe 25 iulie 1939, polonezii au prezentat reușitele lor francezilor și britanicilor într-o conferință din localitatea Pyry din codrii Kabaty, la sud de Varșovia. Aliații occidentali ai Poloniei eșuaseră până în acel moment în încercările lor de spargere a codurilor militare germane. 
Dacă polonezii nu ar fi oferit franco-britanicilor rezultatele cercetărilor lor, este posibil ca totuși, în doi-trei ani, cercetătorii din Regatul Unit să fi fost capabili să spargă cifrul german, sau e la fel de posibil ca să nu fi reușit niciodată această performanță. În orice caz, informațiile căpătate din această sursă, codificată ULTRA, a fost extrem de valoroasă pentru conducerea acțiunilor militare ale Aliaților. Adevărata valoare a ULTRA de-a lungul războiului este un subiect încă foarte controversat. Există cercetători care afirmă că ULTRA a influențat sfârșitul războiului însuși. Cei mai mulți cercetători militari afirmă însă că setul de informații asigurat de polonezi a scurtat durata războiului cu o anumită perioadă de timp, de cel puțin șase luni. 
La începutul anului 1940, agenții polonezi (printre care Witold Pilecki) au obținut informații extrem de veridice despre sistemul concentrațional german, aceste informații ajungând la cunoștința publicului larg. 

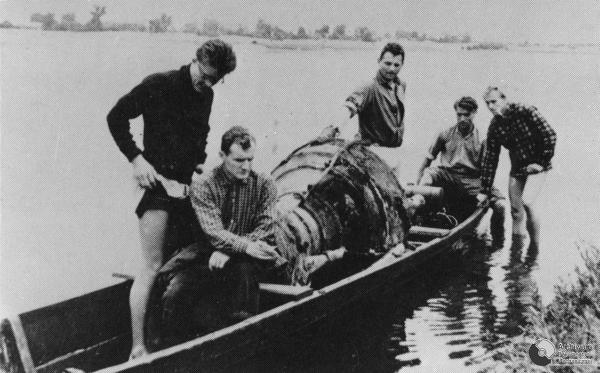
Membri ai Armia Krajowa recuperând o rachetă V-2 din râul Bug.

Serviciul de spionaj al Armatei Teritoriale (Armia Krajowa) AK a fost de o importanță uriașă în localizarea și distrugerea facilităților pentru lansarea rachetelor germane de la Peenemunde și în culegerea de informații despre 
bomba zburătoare V-1 și racheta V-2. Armata Teritorială a livrat Regatului Unit părți componente de primă importanță ale unei rachete recuperate de polonezi, după ce o V-2, lansată pe 30 mai 1944, s-a prăbușit lângă Sarnaki pe malul râului Bug. În noaptea de 15 – 26 iulie 1944, părțile cele mai importante ale rachetei și planurile detaliate ale subansamblelor care erau prea voluminoase au fost transportate din Polonia ocupată în Anglia de un avion al RAF. (Pentru mai multe amănunte vedeți și:  Armia Krajowa și V-1 și V-2). Cercetarea rachetei germane a fost de maximă importanța pentru îmbunătățirea apărării antirachetă a Aliaților. (Vedeți și: Operațiunea Most III).
Serviciul polonez de informații a cooperat cu aliații în toate țările europene și a avut una dintre cele mai dezvoltate rețele de spioni din Germania Nazistă. Numeroși polonezi au servit în alte servicii de spionaj. Printre aceștia s-a numărat Krystyna Skarbek ("Christine Granville"), agent al SOE britanic.

## Forțele armate poloneze din occident

### Armata
După înfrângerea țării în campania din toamna anului 1939, guvernul polonez în exil a reorganizat rapid în Franța o nouă armată de aproximativ 80.000 de oameni. În 1940, Brigada poloneză de vânători de munte a participat la bătălia de la Narvik (Norvegia), iar alte două divizii poloneze au participat la luptele din Franța. În același timp, erau în curs de constituire două divizii de infanterie și o brigadă motorizată poloneze. Brigada poloneză independentă carpatică a fost formată în principal din soldații care s-au retras prin România în Siria aflată sub mandatul Ligii Națiunilor. 

### Forțele Aeriene

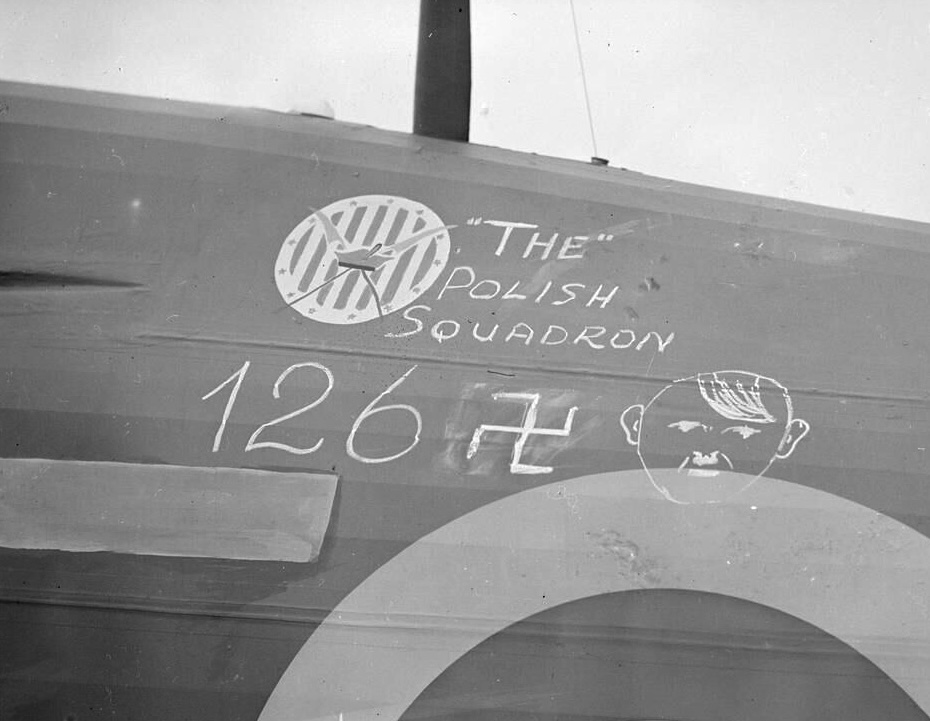
126 de avioane germane doborâte de escadronul 303 în Bătălia Angliei. Imagine de pe fuzelajul unui avion aliat Hurricane.

Forțele aeriene poloneze din Franța au fost compuse din 86 de avioane organizate în patru escadrile, două escadrile fiind operaționale, iar alte două în diferite stadii de antrenament. 
După capitularea Franței, unii dintre polonezilor care au scăpat au fost internați în Elveția , dar cea mai mare parte au fost evacuați de generalul Władysław Sikorski, (șeful Marelui Stat Major și prim-ministru al guvernului în exil), în Regatul Unit, unde au format Armata poloneză din Regatul Unit. În 1941, după semnarea unor înțelegeri între reprezentanții guvernului polonez în exil, pe de-o parte, și primul ministru sovietic, Iosif Vissarionovici Stalin, sovieticii au eliberat o parte din prizonierii polonezi. Aceștia au format în Orientul Mijlociu, sub comanda generalului Władysław Anders, o armată de 75.000 de oameni. 
La sfârșitul războiului, Forțele armate poloneze din occident numărau 195.000 de oameni (inclusiv cei 20.000 din personalul aviației militare și 3.000 de marinari), pentru ca, în iulie 1945, să crească la 228.000 de luptători, cei mai mulți noi recruți fiind foști prizonieri de război, sau deținuți eliberați din lagărele de muncă. 
În timpul războiului, mulți sodați polonezi au fost încartiruiți în Scoția, unde au locuit o bună bucată de vreme în corturi, participând la organizarea apărării de coastă. 
Forțele aeriene poloneze a luptat în Franța cu 133 de piloți, având 55 de victorii în luptele aeriene și 15 de militari căzuți la datorie. 
Mai târziu, piloții polonezi au luptat în Bătălia Angliei, unde escadrila poloneză a reușit cel mai mare număr de victorii dintre toate escadrilele aliate. De la începutul războiului, Royal Air Force (RAF) a primit cu brațele deschise toți piloții străini, care ajutau la refacerea rândurilor rărite de lupte ale piloților britanici. Pe 11 iunie 1940, guvernul polonez în exil a semnat cu guvernul britanic o înțelegere pentru formarea Armatei poloneze și Forțelor aeriene poloneze din Marea Britanie. Primele două escadrile de vânătoare (dintr-un total de zece) au intrat în acțiune în august 1940. Patru escadrile au luat parte la Bătălia Angliei cu 89 de piloți. Aceștia 89, alături de alți 56 de piloți polonezi luptând în escadrilele britanice, 145 de piloți polonezi în total au apărat spațiul aerian britanic. Piloții polonezi se numărau printre cei mai experimentați în luptă, cei mai mulți dintre ei fiind căliți în luptele din Campania din septembrie din Polonia (1939) și în Bătălia Franței din 1940. În plus, în Polonia interbelică, standardele de pregătire ale aviatorilor erau foarte ridicate. Escadrila 303, numit după numele eroului americano-polonez, generalul Tadeusz Kościuszko, a câștigat cel mai mare număr de victorii individuale – 126 – din toate escadrilele angajate în Bătălia Anglia, deși polonezii au intrat în luptă doar pe 30 august 1940. Ei au reprezentat numai 5% din totalul piloților aliați, dar au fost responsabili pentru un total fenomenal de 12% din totalul victoriilor din Bătălie. 
Forțele aeriene poloneze au luptat de asemenea în 1943 în Tunisia (așa-numitul „Circul Skalski”) și au participat la raidurile asupra Germaniei (1940-1945). În a doua jumătate a anului 1941 și la începutul anului următor, escadrila poloneză de bombardiere a reprezentat a șasea parte a forțelor de care a dispus RAF Bomber Command. E adevărat că, în timp, escadrila poloneză a suferit pierderi grele, care nu au putut fi acoperite cu noi piloți. Între 1940-1945, 929 de piloți polonezi de bombardiere au căzut la datorie. În total, au luptat în cadrul RAF opt escadrile de avioane de vânătoare pilotate de polonezi, care au doborât în total 629 de avioane ale Axei până în mai 1945.

### Marina militară
Chiar înainte de declanșarea războiului, cele mai importante nave de luptă ale Marinei poloneze au fost trimise la adăpost în Regatul Unit (Planul Peking). Aici, navele poloneze au luptat alături de navele Royal Navy. Marina poloneză din Regatul Unit era formată din două crucișătoare, opt distrugătoare, trei distrugătoare de escortă, șase submarine și șapte puitoare de mine. În afară de vasele militare de mai sus, flota poloneză a mai inclus alte vase mai mici de transport sau comerciale, vase auxiliare și de patrulare. 
Marina poloneză s-a distins în mai multe operațiuni importante aliate, printre care și în acțiunea împotriva cuirasatului Bismarck.

## Forțele armate poloneze din răsărit
Autoritățile sovietice au creat în Moscova Uniunea patrioților polonezi (ZPP) pe post de guvern marionetă, menit să facă concurență guvernului polonez în exil din Londra. În același timp, a fost formată o armată paralelă (Ludowe Wojsko Polskie – Armata Populară Poloneză (LWP), care, la sfârșitul războiului a ajuns să numere peste 200.000 de soldați. Partizanii prosovietici din Armia Ludowa au fost uniți cu Armata Populară Poloneză la sfârșitul războiului. Această armată creată de sovietici pe frontul de răsărit a inclus Armata I Poloneză, Armata a II-a Poloneză și Armata a III-a Poloneză (care mai târziu a fost unită cu Armata a II-a), cu 10 divizii de infanterie și 5 brigăzi blindate. Mulți dintre soldații acestor armate erau soldați ai Armatei Teritoriale căzuți prizonieri după atacul sovietic împotriva Poloniei în 1939. Alți soldați polonezi s-au înrolat pentru a scăpa de lagărele de muncă din Siberia. Unitățile militarea poloneze erau încadrate în principal cu ofițeri sovietici și lupta sub comanda generală sovietică. În unitățile de aviație, peste 60% din ofițeri și mecanici erau sovietici, situația fiind similară și în cazul unităților de blindate. În Armata a II-a Poloneză, 60% dintre ofițeri și mecanici erau sovietici, iar în Armata I Poloneză proporția era de 40%. În ceea ce privește statele majore, între 70% și 85% dintre ofițeri erau sovietici. Comisarii politici, care erau aproape în totalitate sovietici, erau însărcinați cu supravegherea soldaților polonezi. Sovieticii au creat de asemenea poliția politică militară, așa-numita Główny Zarząd Informacji Wojska Polskiego. 
Armata I Poloneză a fost integrată în Frontul I Bielorus, cu care a intrat pe teritoriul Poloniei în 1944. La ordinele comandanților sovietici, armatele sovieto-poloneze nu au venit în sprijinul Varșoviei în timpul luptelor din timpul insurecției din capitala țării. Luptătorii Armatei Teritoriale au fost lăsați să lupte singuri cu germanii. După înfrângerea insurecției de către naziști, Armata I Poloneză a participat la ofensiva sovietică pentru cucerirea Varșoviei, punând capăt în ianuarie ocupației germane a unui oraș în ruine. Armata I a mai luat parte la acțiunile militare pentru eliberarea orașelor Bydgoszcz, Kolobrzeg (Kolberg), Gdańsk (Danzig) și Gdynia, având pierderi de aproximativ 20.000 de oameni numai în 1944 – 1945. Armata I Poloneză a participat la Bătălia Berlinului, reușind să înalțe steagul polonez în capitala ruinată a Reich-ului. Armata a II-a Poloneză a luptat în rândurile Frontului I Ucrainean și a luat parte la Ofensiva Praga. La încheierea operațiilor războiului, pierderile celor două armate poloneze s-au ridicat la aproximativ 32.000 de morți.

## Bătălii
Cele mai importante bătălii și operațiuni la care au luat parte forțele poloneze: 
- Războiul de apărare din 1939
  - Bătălia de pe râul Bzura
  - Bătălia de la Tomaszów Lubelski
  - Bătălia de la Kock (1939)
  - Apărarea Varșoviei (1939)
- Campania britanică din Norvegia (Bătălia de la Narvik)
- Campania din Franța
- Bătălia Angliei
- Bătălia Atlanticului
- Bătălia de la Tobruk
- Operațiunea Jubilee (Bătălia de la Dieppe)
- Bătălia de la Lenino
- Bătălia Normandiei (D-Day)
- Bătălia de la Monte Cassino
- Bătălia de la Falaise
- Operațiunea Market Garden (Bătălia de la Arnhem: "Un pod prea îndepărtat")
- Bătălia de la Ancona
- Bătălia de la Bologna
- Bătălia Berlinului
- Ofensiva Prague
- Acțiunile poloneze clandestine:
  - Operațiunea Furtuna (Burza)
    - Insurecția din Wilno
    - Insurecția din Lwów
    - Insurecția din Varșovia

## Invenții
- Reproduceri ale mașinii de cifrat germane Enigma au fost fabricate la începutul anului 1933 după proiectele matematicianului-criptograf polonez Marian Rejewski. Două astfel de mașini au fost date francezilor și britanicilor cu puțin timp înaintea izbucnirii războiului în 1939. Rejewski și doi dintre cei mai apropiați colaboratori au inventat bomba criptografică, cartelele perforate ale lui Zygalski și alte tehnici pentru spargerea codurilor germane.
- Józef Kosacki a inventat detectorul de mine Mark I, model care a fost folosit de aliați de-a lungul întregului război.
- Periscopul pentru tanc Vickers MK IV a fost inventat de inginerul Rudolf Gundlach și a fost patentat în 1936 ca Gundlach Peryskop obrotowy. A fost copiat de britanici și a fost folosit pe cele mai multe tancuri ale celui de-al doilea război mondial, inclusiv pe tancul sovietic T-34, pe tancurile britanice Crusader, Churchill, Valentine și Cromwell și pe tancul american M4 Sherman. Principalul avantaj al acestui tip de periscop era acela că șeful de tanc nu trebuia să-și mai schimbe poziția capului pentru a privi spre spatele tancului. După o vreme, și germanii au folosit pe scară largă modelul acesta de periscop.
- Sistemul de trapă pentru bombele de aviație inventat de Władysław Świątecki în deceniul al patrulea, a folosit inițial pentru bombardierul polonez PZL P.37 Łoś (Elan). În 1940, Świątecki și-a oferit invenția britanicilor, care au folosit-o la marea majoritate a bombardierelor. În 1943, inginerul Jerzy Rudlicki, pornind de la modelul lui Świątecki, a creat o versiune modernizată a trapei pentru bombe, folosită la bombardierul american B-17 fortăreața zburătoare.
- Inginerul Henryk Magnuski, care lucra pentru Motorola, a inventat în 1940 aparatul de radio SCR-300, primul aparat de transmisie/recepție de mici dimensiuni, cu frecvențe reglate manual. Poreclit walkie-talkie, a fost folosit de armata americană cu deosebit succes pe toate fronturile celui de-al doilea război mondial.
- Armata teritorială poloneză a fost probabil singura mișcare de rezistență care a reușit să-și fabrice o parte a armelor și muniției folosite în luptă. În ateliere clandestine, s-au fabricat arme de infanterie, grenade de mână, iar în timpul Insurecției din Varșovia, s-a reușit construirea a câtorva care blindate, care au luat parte activă la lupte.